# Kena: Bridge of Spirits
Kena: Bridge of Spirits est un jeu vidéo d'action-aventure développé et édité par Ember Lab, sorti le 21 septembre 2021 en version dématérialisé sur Windows, PlayStation 4 et PlayStation 5. Une édition physique « Deluxe » est sortie fin 2021 sur PlayStation 4 et PlayStation 5. Le jeu sort sur Xbox One et Xbox Series le 15 août 2024.
Le jeu se démarque par sa qualité graphique, ses cinématiques (réalisées par le studio d'animation franco-vietnamien Sparx,) ainsi que sa narration, qui font de lui, une des bonnes découvertes de l'année 2021.

## Accueil
- IGN : 8/10[7]
- Jeuxvideo.com : 18/20[8]